# Solveigdomen
De Solveigdomen is een ijskoepel op het eiland Barentszeiland, dat deel uitmaakt van de Noorse eilandengroep Spitsbergen.
De gletsjer is vernoemd naar Solveig in het verhaal van Peer Gynt.

## Geografie
De ijskoepel is onderdeel van de Barentsjøkulen en ligt aan de westrand hiervan. Hij is noord-zuid georiënteerd en heeft een lengte van ongeveer vijf kilometer.
Ten zuiden van de koepel begint de gletsjer Duckwitzbreen en ten noordoosten de gletsjer Besselsbreen. Ongeveer vijf kilometer naar het zuidoosten ligt een tweede ijskoepel van de Barentsjøkulen, de Peer Gyntslottet.